# Friedrich Wilhelm Tafinger

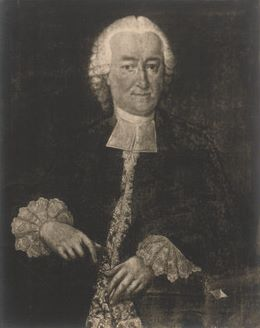
Friedrich Wilhelm Tafinger auf einem Gemälde von Matthias Heinrich Schnürer in der Tübinger Professorengalerie

Friedrich Wilhelm Tafinger (* 2. November 1726 in Tübingen; † 2. Juni 1777 ebenda) war ein deutscher Rechtswissenschaftler und Hochschullehrer.
Friedrich Wilhelm Tafinger war der Sohn von Wilhelm Gottlieb Tafinger und stammte aus der Familie Tafinger. Er studierte in Tübingen Rechtswissenschaft, wurde 1749 Lizentiat und 1751 Doktor der Rechte. Er besuchte danach mehrere deutsche Hochschulen, hielt in Jena Vorträge über den Reichskammergerichtsprozess und verbrachte längere Zeit in Wetzlar, Regensburg und Wien. Nach seiner Heimkehr nach Tübingen Heimgekehrt wurde er dort außerordentlicher und 1753 ordentlicher Professor der Rechte. Im gleichen Jahr begrüßte er Herzog Carl Eugen bei dessen Besuch in Tübingen mit der Festrede De praerogativis Almae Eberhardi a principibus concessis et a Ser. Duce Carolo auctis, die 1754 als 4°-Druckschrift veröffentlicht wurde. 
1759 erhielt Tafinger den Titel eines herzoglichen Rates, 1763 die Würde eines Dr. phil. Tafinger las hauptsächlich römisches Zivilrecht nach den Elementis juris von Johann Gottlieb Heineccius und Reichsprozess, dessen Studium er wesentlich förderte, da er über diesen nicht bloß Vorlesungen hielt und einige Abhandlungen schrieb, sondern 1754 auch ein gediegenes, weit verbreitetes Lehrbuch mit dem Titel Institutiones jurisprudentiae cameralis verfasste, das 1775 neu aufgelegt wurde und sich durch großen Reichtum literarischer Bemerkungen auszeichnete. Tafinger war Mitglied von fünf gelehrten Gesellschaften, darunter der Accademia degli Agiati in Rovereto und der Königlich Preußischen Sozietät der Wissenschaften.
Der Rechtswissenschaftler Wilhelm Gottlieb von Tafinger war sein Sohn.

## Werke
- Disputatio inauguralis iuridica de austraegis liberae Sacri Romani Imperii civitatis Lindaviensis. Respondent: Jphann Georg Kinkelin. Bauhof  & Frank, Tübingen 1762. (Digitalisat)
- Dissertatio iuris Evangelicorum ecclesiastici de iure principis circa ecclesiam eiusque ministros in genere et sacramenta in specie. Respondent: Georg Christian Feinmann. Fues, Tübingen 1763. (Digitalisat)
- De Castrensibvs Exercitvvm Imperialivm Atqve Circvlarivm Sacris. Erhard, Tübingen 1763. (Digitalisat)
- De Directoriorvm Eqvestrivm Potestate Ivriciaria Svperioriqve Tvtela. Fues, Tübingen 1765. (Digitalisat)
- Von der Frage: ob und wieferne einzelne Beysizer des Reichskammergerichts in einer besonderen Verbindung mit ihren hohen Präsentanten stehen? Fues, Tübingen 1774. (Digitalisat)